# Eupithecia connexa
Eupithecia connexa là một loài bướm đêm trong họ Geometridae.